# Davy van den Berg
Davy van den Berg, né le 4 février 2000 à Uden aux Pays-Bas, est un footballeur néerlandais, qui évolue au poste de milieu central au FC Utrecht.

## Biographie

### En club
Né à Uden aux Pays-Bas, Davy van den Berg commence le football avec le club local du UDI '19 avant d'être formé par le PSV Eindhoven, qu'il rejoint en 2008.
N'entrant plus dans les plans du PSV Eindhoven, Van den Berg quitte le club pour rejoindre le FC Utrecht le 13 février 2019. Il signe un contrat de deux saisons, plus une année supplémentaire en option.
Le 9 septembre 2020, Van den Berg prolonge son contrat avec le FC Utrecht, étant désormais lié au club jusqu'en juin 2023, avec une année supplémentaire en option.
Il joue son premier match dans l'Eredivisie, l'élite du football néerlandais, le 29 août 2021, face au Feyenoord Rotterdam. Il entre en jeu à la place de Simon Gustafson et son équipe s'impose par trois buts à un.
Le 31 janvier 2022, Davy van den Berg rejoint le Roda JC sous la forme d'un prêt jusqu'à la fin de la saison.
Le 4 août 2022, Davy van den Berg signe en faveur du PEC Zwolle, pour un contrat de deux ans, soit jusqu'en juin 2024, avec une année supplémentaire en option.
Il marque son premier but pour le PEC le 6 janvier 2023, lors d'une rencontre de championnat contre l'Almere City. Il est titularisé et contribue à la victoire de son équipe par trois buts à deux.

### En équipe nationale
Davy van den Berg commence sa carrière internationale avec l'équipe des Pays-Bas des moins de 15 ans, jouant six matchs avec cette sélection entre 2014 et 2015.